# Coupe Memorial 2025
 (mai 2025).
Les normes d'accessibilité du Web doivent être respectées sur les articles liés au hockey sur glace.
Les articles possédant ce bandeau sont listés dans la catégorie:Article hockey sur glace non accessible.
Les points d'amélioration suivants sont les cas les plus fréquents :
- Tableaux de données : utiliser les modèles préformatés déjà disponibles ou consulter l'aide ;
- Listes à puces : les listes à puces sont créées grâces aux astérisques. Il ne doit pas y avoir de ligne vide entre deux astérisques ;
- Langue : tout changement de langue doit être signalé grâce au modèle {{langue}} ou au paramètrelangue=quand le modèle {{Lien web}} est utilisé dans les références ;
- Alternative textuelle : toute image doit être accompagnée d'une description sommaire (à ne pas confondre avec la légende).

Voir aussi Wikipédia:Atelier accessibilité/Bonnes pratiques.
Nota : ce bandeau ne concerne pas les problèmes d'accessibilité dus aux modèles utilisés.
Navigation
Édition précédente Édition suivante
L'édition 2025 de la Coupe Memorial a lieu à Rimouski, dans la province de Québec au Canada. Elle regroupe les champions de chacune des divisions de la LCH : la LHJMQ, la LHO et la LHOu.

## Formule du tournoi
Pour le tour préliminaire, les quatre équipes participantes de la Ligue canadienne de hockey (LCH), la Ligue de hockey junior Maritimes Québec (LHJMQ), la Ligue de hockey de l'Ontario (LHO) et la Ligue de hockey de l'Ouest (LHOu) sont rassemblées dans une poule unique où elles s'affrontent toutes une fois. Une victoire rapporte 2 points tandis qu'une défaite n'en donne aucun. L'attribution des points reste la même que la rencontre se décide dans le temps réglementaire ou en prolongations. Le premier se qualifie directement pour la finale tandis que le deuxième et le troisième joue une demi-finale pour déterminer la seconde équipe finaliste.
Dans le cas où les deux derniers sont à égalité de points, un match d'élimination est joué pour déterminer l'équipe demi-finaliste. Si trois équipes sont à égalité pour les deux places en demi-finale, les nombres de buts inscrits et encaissés lors des rencontres entre les équipes concernées sont additionnés et divisés par le nombre de buts inscrits. L'équipe possédant le plus grand pourcentage se qualifie pour la demi-finale tandis que les deux autres joue un match d'élimination. S'il y a toujours égalité, les buts inscrits et encaissés lors de la rencontre contre le premier du classement sont alors pris en compte.
Dans le cas où les deux premiers sont à égalité de points, le vainqueur de la rencontre les ayant opposés se qualifie pour la finale. Si les trois premiers du classement sont à égalité, les nombres de buts inscrits et encaissés lors des rencontres entre les équipes concernées sont additionnés et divisés par le nombre de buts inscrits. L'équipe possédant le plus grand pourcentage se qualifie pour la finale tandis que les deux autres joue la demi-finale. S'il y a toujours égalité, les buts inscrits et encaissés lors de la rencontre contre le dernier du classement sont alors pris en compte.

### Série
|  | Demi-finale 30 mai | Demi-finale 30 mai | Demi-finale 30 mai |  |  | Finale 1 juin | Finale 1 juin | Finale 1 juin |
|  |                    |                    |                    |  |  |               |               |               |
|  |                    |                    |                    |  |  | 1             | Medicine Hat  | 1             |
|  | 2                  | London             | 5                  |  |  | 2             | London        | 4             |
|  | 3                  | Moncton            | 2                  |  |  |               |               |               |

## Effectifs
Voici la liste des joueurs représentant chaque équipe :

## Résultats

### Classement
| Clt | Équipe                 | Ligue   | PJ | V | VP | D | DP | BP | BC | Pts |
| --- | ---------------------- | ------- | -- | - | -- | - | -- | -- | -- | --- |
| 1   | Tigers de Medicine Hat | LHOu    | 3  | 3 | 0  | 0 | 0  | 13 | 7  | 6   |
| 2   | Knights de London      | LHO     | 3  | 2 | 0  | 1 | 0  | 8  | 9  | 4   |
| 3   | Wildcats de Moncton    | LHJMQ   | 3  | 1 | 0  | 1 | 1  | 11 | 10 | 2   |
| 4   | Océanic de Rimouski    | LHJMQ H | 3  | 0 | 0  | 3 | 0  | 5  | 12 | 0   |

- En gras : équipe directement qualifiée pour la finale
- En italique : équipe qualifiée pour la demi-finale

### Tour préliminaire
| 23 mai | Tigers de Medicine Hat | 5-4 (1-1, 1-2, 3-1) | Océanic de Rimouski | Colisée Financière Sun Life 4 512 spectateurs |

| Feuille de match  | Feuille de match | Feuille de match                    | Feuille de match | Feuille de match                                                     |
| ----------------- | --- | ----------------------------------- | --- | -------------------------------------------------------------------- |
|                   | Ryder Ritchie — 13 min 50 s Bryce Pickford — 36 min 18 s (SN) Bryce Pickford — 41 min 8 s Gavin McKenna — 45 min 16 s Hunter St. Martin — 57 min 19 s | 1-0 1-1 1-2 2-2 2-3 3-3 4-3 4-4 5-4 | Maël Lavigne — 19 min 40 s Maël St-Denis — 30 min 43 s Jacob Mathieu — 38 min 26 s (SN) Jonathan Fauchon — 53 min 4 s (SN) | Arbitrage : Mac Nichol, Nicolas Leduc Nicolas Boivin, Sylvain Losier |
| Harrison Meneghin | Gardiens | Mathis Langevin                     | | Arbitrage : Mac Nichol, Nicolas Leduc Nicolas Boivin, Sylvain Losier |
| 10 min            | Pénalités | 8 min                               | | Arbitrage : Mac Nichol, Nicolas Leduc Nicolas Boivin, Sylvain Losier |
| 38                | Tirs | 24                                  | | Arbitrage : Mac Nichol, Nicolas Leduc Nicolas Boivin, Sylvain Losier |

| 24 mai | Wildcats de Moncton | 2-3 (1-1, 1-1, 0-0, 0-1) | Knights de London | Colisée Financière Sun Life 4 512 spectateurs |

| Feuille de match | Feuille de match                                         | Feuille de match    | Feuille de match                                                                         | Feuille de match                                                        |
| ---------------- | -------------------------------------------------------- | ------------------- | ---------------------------------------------------------------------------------------- | ----------------------------------------------------------------------- |
|                  | Étienne Morin — 6 min 59 s Dylan Gill — 32 min 22 s (SN) | 0-1 1-1 1-2 2-2 2-3 | Sam O'Reilly — 1 min 31 s Kasper Halttunen — 25 min 11 s (SN) Sam O'Reilly — 64 min 23 s | Arbitrage : Samuel Bernier, Taylor Burzminski Mitchell Gibbs, Mat Hicks |
| Mathis Rousseau  | Gardiens                                                 | Austin Elliot       |                                                                                          | Arbitrage : Samuel Bernier, Taylor Burzminski Mitchell Gibbs, Mat Hicks |
| 8 min            | Pénalités                                                | 8 min               |                                                                                          | Arbitrage : Samuel Bernier, Taylor Burzminski Mitchell Gibbs, Mat Hicks |
| 29               | Tirs                                                     | 48                  |                                                                                          | Arbitrage : Samuel Bernier, Taylor Burzminski Mitchell Gibbs, Mat Hicks |

| 25 mai | Océanic de Rimouski | 1-3 | Knights de London | Colisée Financière Sun Life 4 512 spectateurs |

| Feuille de match | Feuille de match            | Feuille de match | Feuille de match                                                                          | Feuille de match                                                    |
| ---------------- | --------------------------- | ---------------- | ----------------------------------------------------------------------------------------- | ------------------------------------------------------------------- |
|                  | Eriks Mateiko — 22 min 14 s | 1-0 1-1 1-2 1-3  | Henry Brzustewicz — 29 min 47 s Jacob Julien — 54 min 53 s Easton Cowan — 58 min 8 s (CV) | Arbitrage : Mac Nichol, Samuel Bernier Nicolas Boivin, Spencer Knox |
| Mathis Langevin  | Gardiens                    | Austin Elliot    |                                                                                           | Arbitrage : Mac Nichol, Samuel Bernier Nicolas Boivin, Spencer Knox |
| 2 min            | Pénalités                   | 10 min           |                                                                                           | Arbitrage : Mac Nichol, Samuel Bernier Nicolas Boivin, Spencer Knox |
| 29               | Tirs                        | 36               |                                                                                           | Arbitrage : Mac Nichol, Samuel Bernier Nicolas Boivin, Spencer Knox |

| 26 mai | Wildcats de Moncton | 1-3 | Tigers de Medicine Hat | Colisée Financière Sun Life 4 512 spectateurs |

| Feuille de match | Feuille de match          | Feuille de match  | Feuille de match                                                                             | Feuille de match                                                       |
| ---------------- | ------------------------- | ----------------- | -------------------------------------------------------------------------------------------- | ---------------------------------------------------------------------- |
|                  | Dyllan Gill — 40 min 31 s | 0-1 0-2 1-2 1-3   | Ryder Ritchie — 4 min 24 s Ryder Ritchie — 29 min 42 s (SN) Gavin McKenna — 59 min 53 s (CV) | Arbitrage : Taylor Burzminski, Nicolas Leduc Mat Hicks, Sylvain Losier |
| Mathis Rousseau  | Gardiens                  | Harrison Meneghin |                                                                                              | Arbitrage : Taylor Burzminski, Nicolas Leduc Mat Hicks, Sylvain Losier |
| 10 min           | Pénalités                 | 4 min             |                                                                                              | Arbitrage : Taylor Burzminski, Nicolas Leduc Mat Hicks, Sylvain Losier |
| 22               | Tirs                      | 41                |                                                                                              | Arbitrage : Taylor Burzminski, Nicolas Leduc Mat Hicks, Sylvain Losier |

| 27 mai | Knights de London | 1-3 | Tigers de Medicine Hat | Colisée Financière Sun Life 4 512 spectateurs |

| Feuille de match | Feuille de match              | Feuille de match  | Feuille de match                                                                       | Feuille de match                                                       |
| ---------------- | ----------------------------- | ----------------- | -------------------------------------------------------------------------------------- | ---------------------------------------------------------------------- |
|                  | Kasper Halttunen — 3 min 34 s | 1-0 1-1 1-2 1-3   | Ethan Neutens — 25 min 11 s Mathew Ward — 41 min 17 s Ryder Ritchie — 59 min 49 s (CV) | Arbitrage : Mac Nichol, Taylor Burzminski Mitchell Gibbs, Spencer Knox |
| Austin Elliot    | Gardiens                      | Harrison Meneghin |                                                                                        | Arbitrage : Mac Nichol, Taylor Burzminski Mitchell Gibbs, Spencer Knox |
| 8 min            | Pénalités                     | 8 min             |                                                                                        | Arbitrage : Mac Nichol, Taylor Burzminski Mitchell Gibbs, Spencer Knox |
| 36               | Tirs                          | 29                |                                                                                        | Arbitrage : Mac Nichol, Taylor Burzminski Mitchell Gibbs, Spencer Knox |

| 28 mai | Océanic de Rimouski | 2-6 | Wildcats de Moncton | Colisée Financière Sun Life 4 512 spectateurs |

| Feuille de match | Feuille de match                                           | Feuille de match                | Feuille de match | Feuille de match                                                     |
| ---------------- | ---------------------------------------------------------- | ------------------------------- | --- | -------------------------------------------------------------------- |
|                  | Maël St-Denis — 13 min 27 s Mathieu Cataford — 17 min 11 s | 0-1 1-1 2-1 2-2 2-3 2-4 2-5 2-6 | Julius Sumpf — 7 min 39 s Juraj Pekarcik — 21 min 27 s Gabe Smith — 24 min 5 s Étienne Morin — 44 min 2 s Gabe Smith — 58 min 52 s (CV) Alex Mercier — 59 min 1 s (CV) | Arbitrage : Nicolas Leduc, Samuel Bernier, Nicolas Boivin, Mat Hicks |
| Mathis Langevin  | Gardiens                                                   | Mathis Rousseau                 | | Arbitrage : Nicolas Leduc, Samuel Bernier, Nicolas Boivin, Mat Hicks |
| 0 min            | Pénalités                                                  | 4 min                           | | Arbitrage : Nicolas Leduc, Samuel Bernier, Nicolas Boivin, Mat Hicks |
| 34               | Tirs                                                       | 32                              | | Arbitrage : Nicolas Leduc, Samuel Bernier, Nicolas Boivin, Mat Hicks |

### Demi-finale
| 30 mai | Wildcats de Moncton | 2-5 | Knights de London | Colisée Financière Sun Life 4 512 spectateurs |

| Feuille de match | Feuille de match                                                  | Feuille de match            | Feuille de match | Feuille de match                                                             |
| ---------------- | ----------------------------------------------------------------- | --------------------------- | --- | ---------------------------------------------------------------------------- |
|                  | Caleb Desnoyers — 18 min 20 s (SN) Dyllan Gill — 27 min 40 s (SN) | 0-1 1-1 1-2 2-2 2-3 2-4 2-5 | Landon Sim — 4 min 7 s Denver Barkey — 25 min 24 s Blake Montgomery — 43 min 35 s Jesse Nurmi — 53 min 11 s Easton Cowan — 58 min 11 s (CV) | Arbitrage : Nicolas Leduc, Taylor Burzminski, Mitchell Gibbs, Sylvain Losier |
| Mathis Rousseau  | Gardiens                                                          | Austin Elliot               | | Arbitrage : Nicolas Leduc, Taylor Burzminski, Mitchell Gibbs, Sylvain Losier |
| 4 min            | Pénalités                                                         | 12 min                      | | Arbitrage : Nicolas Leduc, Taylor Burzminski, Mitchell Gibbs, Sylvain Losier |
| 23               | Tirs                                                              | 37                          | | Arbitrage : Nicolas Leduc, Taylor Burzminski, Mitchell Gibbs, Sylvain Losier |

### Finale
| 1er juin | Knights de London | 4-1 (1-0, 3-0, 0-1) | Tigers de Medicine Hat | Colisée Financière Sun Life 4 512 spectateurs |

| Feuille de match | Feuille de match | Feuille de match    | Feuille de match                                              | Feuille de match                                                           |
| ---------------- | --- | ------------------- | ------------------------------------------------------------- | -------------------------------------------------------------------------- |
|                  | Jacob Julien (Henry Brzustewicz, Sam Dickinson) — 11 min 21 s Easton Cowan (Sam O'Reilly, Sam Dickinson) — 23 min 13 s Denver Barkey (Sam Dickinson) — 24 min 53 s Denver Barkey — 32 min 8 s (SN) | 1-0 2-0 3-0 4-0 4-1 | Gavin McKenna (Veeti Väisänen, Tanner Molendyk) — 42 min 43 s | Arbitrage : Nicolas Leduc, Taylor Burzminski, Nicolas Boivin, Spencer Knox |
| Austin Elliott   | Gardiens | Harrison Meneghin   |                                                               | Arbitrage : Nicolas Leduc, Taylor Burzminski, Nicolas Boivin, Spencer Knox |
| 6 min            | Pénalités | 6 min               |                                                               | Arbitrage : Nicolas Leduc, Taylor Burzminski, Nicolas Boivin, Spencer Knox |
| 24               | Tirs | 32                  |                                                               | Arbitrage : Nicolas Leduc, Taylor Burzminski, Nicolas Boivin, Spencer Knox |

## Diffuseurs
- Canada : TSN, RDS
- États-Unis : NHL Network

## Référence
1. ↑  René Alary, « Coupe Memorial 2025 : la LCH choisit Rimouski | Journal Le Soir », 11 décembre 2023 (consulté le 28 mai 2025)
2. ↑  https://ici.radio-canada.ca/nouvelle/2168885/demi-finale-coupe-memorial-london-moncton?partageApp=rcca_appmobile_appinfo_android
3. ↑  Alignement Remparts de Québec
4. ↑  Alignement Petes de Peterborough
5. ↑  https://chl.ca/gamecentre/565/
6. ↑  https://chl.ca/gamecentre/566/
7. ↑  https://chl.ca/gamecentre/567/
8. ↑  https://chl.ca/gamecentre/568/
9. ↑  https://chl.ca/gamecentre/569/
10. ↑  https://chl.ca/gamecentre/570/
11. ↑  https://chl.ca/gamecentre/572/
12. ↑  https://chl.ca/gamecentre/573/